# Ⱬ
Ⱬ, ⱬ (Z с нижним выносным элементом) — буква расширенной латиницы, использовавшаяся в уйгурском языке.

## Использование

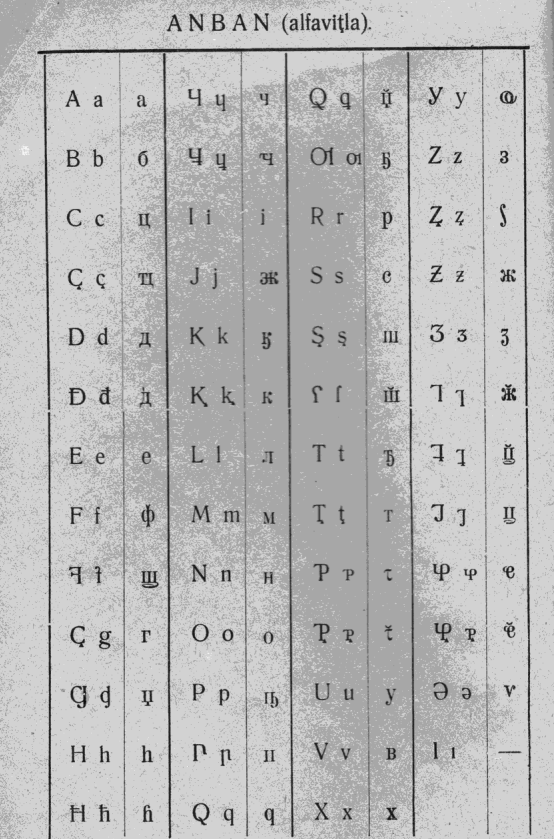
Абхазский латинизированный алфавит из букваря 1930 года

Использовалась в Новом уйгурском алфавите (1965—1982) для обозначения звука [ʒ]. В кириллице ей соответствует Ж ж, в арабском алфавите — ژ, а в современном латинском — ZH zh и J j.
Использовалась в лакском латинском алфавите 1928 и 1932 годов, при переходе на кириллицу в 1938 году была заменена на ЦӀ цӀ.
Использовалась в абхазском латинском алфавите 1928 года, при переходе на грузинское письмо в 1938 году была заменена на ძჿ, апри переходе на кириллицу в 1954 году — на Ӡә ӡә.